# Volos FC
Volos Football Club (în greacă Π.Α.Ε. Νέος Ποδοσφαιρικός Σύλλογος Βόλου) este un club de fotbal profesionist din orașul Volos, Grecia. Clubul concurează în prezent în Superliga, primul nivel de fotbal din Grecia. Volos își joacă meciurile de acasă pe stadionul Panthessaliko.  

## Istoria clubului
După ani de eforturi nereușite și negocieri între cele două cluburi de fotbal mai vechi din Volos (Niki și Olympiakos) pentru a fi unite, pentru a crea un club de fotbal puternic pentru oraș, în cele din urmă, în aprilie 2017, discuțiile și eforturile lui Achilleas Beos, primarul orașului Volos, au dus la crearea unui nou club de fotbal. S-a decis ca Pydna Kitros să fie dizolvat și redenumit, și astfel, a fost creat Volos New Football Club, a cărui prezentare oficială a avut loc pe 2 iunie.
Echipa, care a preluat poziția Pydna Kitros în Gamma Ethniki pentru sezonul 2017-18, și-a început fotbalul în divizia a treia. Deja în primul sezon a promovat în superliga a doua de fotbal. Și aici echipa a obținut promovarea imediată în Superliga. Ei joacă în prima ligă greacă din sezonul 2019-2020.

## Palmares
| Sezon   | Liga greacă   | Total cluburi | Poziția terminată | Puncte | V – E – P  |
| ------- | ------------- | ------------- | ----------------- | ------ | ---------- |
| 2017–18 | Gamma Ethniki | 13            | Primul            | 63     | 20 – 3 – 1 |
| 2018–19 | Superliga 2   | 16            | Primul            | 60     | 18 – 6 – 6 |
| 2019–20 | Superliga 1   | 14            | 11                | 31     | 8 – 7 – 18 |
| 2020–21 | Superliga 1   | 14            |                   |        |            |